# Zaginiony w akcji 2: Początek
Zaginiony w akcji 2: Początek (ang. Missing in Action 2: The Beginning) – amerykański film akcji z 1985 roku w reżyserii Lance’a Hoola z Chuckiem Norrisem w roli głównej.
Film był kręcony równocześnie z pierwszą częścią i miał być wydany przed nią, jednak producenci zmienili zdanie i film ukazał się jako prequel.

## Obsada
- Chuck Norris jako pułkownik James Braddock
- Soon-Tek Oh jako pułkownik Yin
- Steven Williams jako kapitan David Nester
- Bennett Ohta jako kapitan Ho
- Cosie Costa jako Mazilli
- Joe Michael Terry jako Opelka
- John Wesley jako Frankie
- David Chung jako Dou Chou

## Fabuła
Akcja filmu rozgrywa się dziesięć lat przed wydarzeniami z pierwszej części. Rok 1972. Pułkownik James Braddock i jego ludzie zostają schwytani i umieszczeni w wietnamskim obozie jenieckim, którym dowodzi sadystyczny pułkownik Yin. Zmusza on więźniów do uprawy opium dla francuskiego handlarza narkotyków. Obiecuje im też, że ich uwolni, jeśli pułkownik Braddock przyzna się do swoich zbrodni wojennych, które popełnił w Wietnamie. Kiedy odmawia, Yin chcąc zmienić jego nastawienie mówi mu, że Stany Zjednoczone ogłosiły, że nie żyje, a jego żona wyszła ponownie za mąż. Później zmusza go do walki z byłym przyjacielem, kapitanem Davidem Nesterem, który przeszedł na stronę Wietnamczyków. Pomimo tortur i upokorzeń pułkownik nie daje się złamać. Dopiero obietnica pomocy choremu na malarię sierżantowi Ernestowi Franklinowi, przekonuje go do podpisania oświadczenia. Okazuje się jednak, że zamiast antybiotyku Franklin otrzymuje śmiertelną dawkę opium. W końcu Braddock po upozorowaniu swojej śmierci, kradnie broń, uwalnia porucznika Anthony’ego Mazillia i ucieka z nim do dżungli. W pościg za nimi ruszają ludzie Yina. Niedługo potem pułkownik spotyka kaprala Lawrence’a Opelka, który wcześniej też zbiegł z obozu. Kiedy ruszają odbić pozostałych jeńców dowiadują się, że Mazilli został ponownie schwytany. Podczas ataku na obóz, uznawany za zdrajcę kapitan Nester, postanawia się zrehabilitować i zabija strażników, zanim sam ginie. W tym czasie, Braddock wraz z uwolnionymi żołnierzami likwiduje pozostałych Wietnamczyków. Jedynym ocalałym pozostaje pułkownik Yin, którego Braddock osobiście zabija, a obóz wysadza w powietrze.

## Box office
Koszt produkcji wyniósł około 2 400 00 dolarów. W ciągu weekendu od premiery film przyniósł blisko 3 800 000 dolarów zysku i zajął pod tym względem trzecie miejsce. Cały dochód filmu tylko w Stanach Zjednoczonych wyniósł ponad 10 700 000 dolarów.